# بحر آرافورا

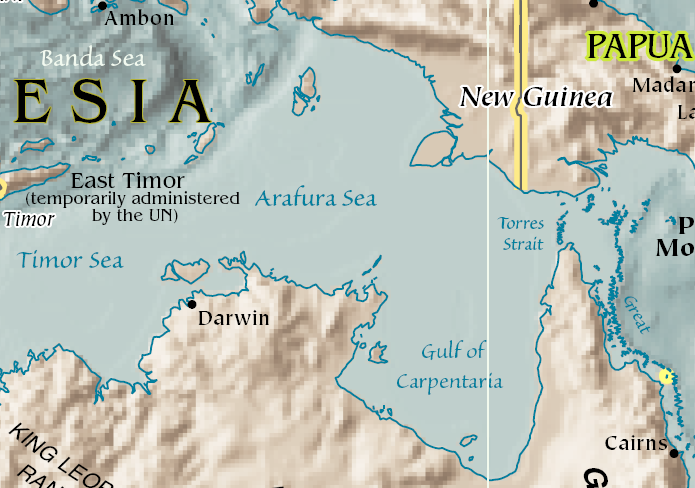
بحر آرافورا

بحر آرافورا arafura بحر غرب المحيط الهادئ فوق الجرف القاري بين أستراليا وغينيا الجديدة. ويحده مضيق توريس وذلك من خلال بحر كورال في الشرق، وخليج كاربينتاريا في الجنوب، وبحر تيمور في الغرب وبحر باندا وبحر سيرام .وتطل البحار إلى شمال غربي البلاد. ومن 1290 كيلومترا (800 ميلا) 560 كيلومترا وطويله (350 ميلا) على نطاق واسع. عمق البحار هي في المقام الأول 50-80 مترا (165-265 قدما) مع زيادة العمق إلى الغرب.